# Mealhada
Mealhada ist eine Gemeinde und Stadt im Distrikt Aveiro in Portugal mit 4493 Einwohnern (Stand 30. Juni 2011).

## Geschichte
Ausgrabungen bezeugen die Besiedlung des Ortes zur Zeit der Römer. Ein hier gefundener römischer Meilenstein aus dem Jahr 39 v. Chr. ist im Rathaus der Stadt ausgestellt.
Im Zuge der Reconquista verloren die Mauren das Gebiet 878. Nachdem Almansor es 987 zurückeroberten, fiel es 1064 endgültig an die christlichen Eroberer.
Stadtrechte erhielt Mealhada 1514 durch König Manuel I. Im Zuge der Verwaltungsreformen nach der Liberalen Revolution in Portugal wurde Mealhada 1855 Sitz eines eigenständigen Kreises (Concelho).
2003 wurde die vorherige Kleinstadt (Vila) Mealhada zur Stadt (Cidade) erhoben.

## Kultur und Sehenswürdigkeiten
In der Gemeinde Luso befinden sich u. a. Thermalbäder und der Kurort Buçaco mit dem historischen Palácio Hotel do Buçaco, dem geschützten Waldgebiet der Serra do Buçaco, und dem Militärmuseum mit Schwerpunkt auf der Schlacht von Buçaco (1810). Römische Ausgrabungsstätten und eine Vielzahl Sakralbauten sind weitere Sehenswürdigkeiten des Kreises. Auch der historische Ortskern von Mealhada steht unter Denkmalschutz.

## Verwaltung

### Kreis
Mealhada ist Sitz eines gleichnamigen Kreises. Die Nachbarkreise sind (im Uhrzeigersinn im Norden beginnend): Anadia, Mortágua, Penacova, Coimbra sowie Cantanhede.
Mit der Gebietsreform im September 2013 wurden die Gemeinden (Freguesias) Mealhada, Ventosa do Bairro und Antes zur neuen Gemeinde União das Freguesias da Mealhada, Ventosa do Bairro e Antes zusammengefasst. Der Kreis besteht seither aus den folgenden sechs Gemeinden:
Die folgenden Gemeinden (Freguesias) liegen im Kreis Mealhada:

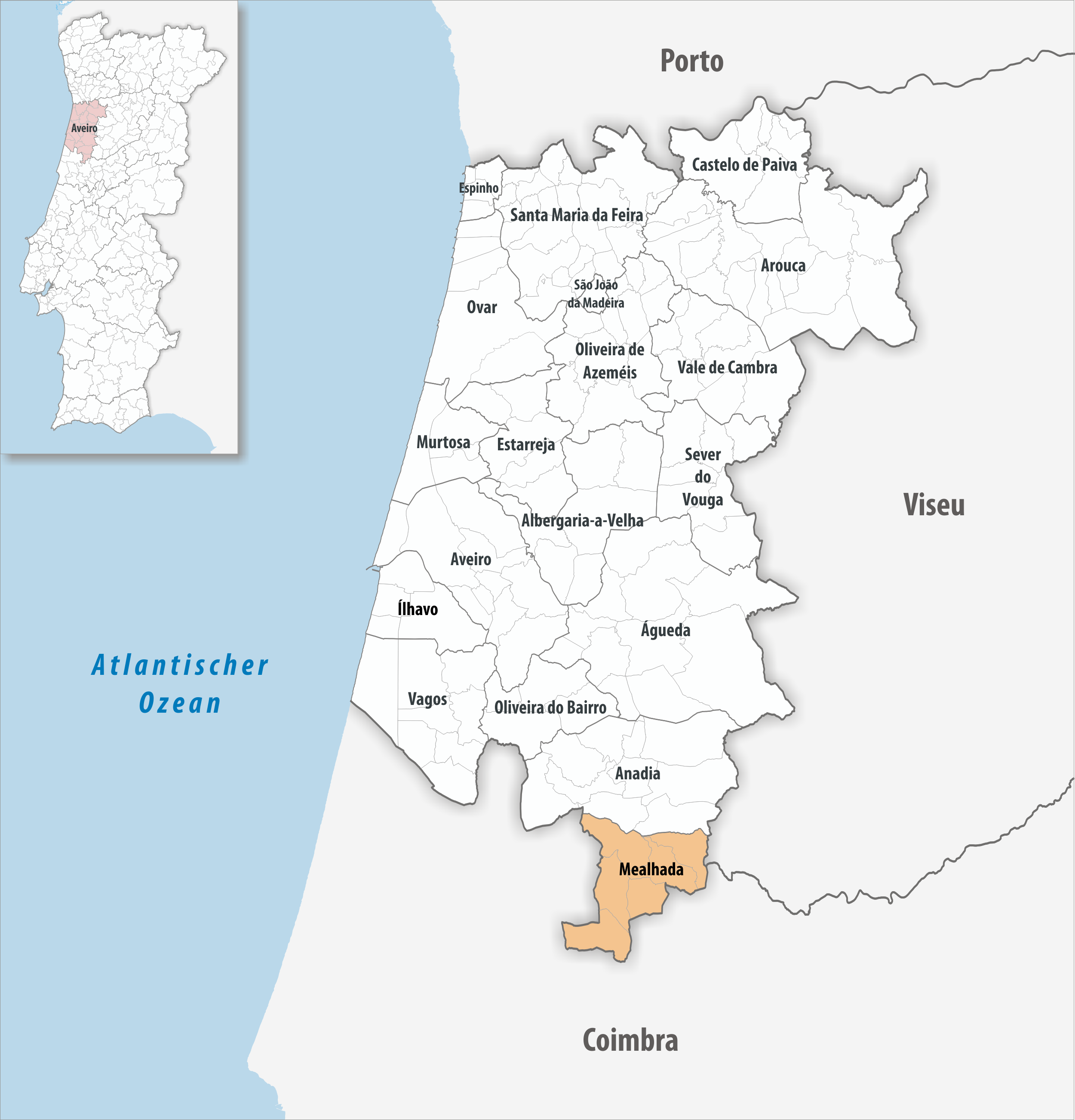
Kreis Mealhada

| Gemeinde                            | Einwohner (2021) | Fläche km² | Dichte Einw./km² | LAU- Code |
| ----------------------------------- | ---------------- | ---------- | ---------------- | --------- |
| Barcouço                            | 2.090            | 21,31      | 98               | 011102    |
| Casal Comba                         | 3.073            | 18,80      | 163              | 011103    |
| Luso                                | 2.276            | 16,87      | 135              | 011104    |
| Mealhada, Ventosa do Bairro e Antes | 6.373            | 21,40      | 298              | 011109    |
| Pampilhosa                          | 3.858            | 13,60      | 284              | 011106    |
| Vacariça                            | 1.678            | 18,67      | 90               | 011107    |
| Kreis Mealhada                      | 19.348           | 110,65     | 175              | 0111      |

### Bevölkerungsentwicklung
| Einwohnerzahl im Kreis Mealhada (1801–2011) | Einwohnerzahl im Kreis Mealhada (1801–2011) | Einwohnerzahl im Kreis Mealhada (1801–2011) | Einwohnerzahl im Kreis Mealhada (1801–2011) | Einwohnerzahl im Kreis Mealhada (1801–2011) | Einwohnerzahl im Kreis Mealhada (1801–2011) | Einwohnerzahl im Kreis Mealhada (1801–2011) | Einwohnerzahl im Kreis Mealhada (1801–2011) | Einwohnerzahl im Kreis Mealhada (1801–2011) | Einwohnerzahl im Kreis Mealhada (1801–2011) |
| ------------------------------------------- | ------------------------------------------- | ------------------------------------------- | ------------------------------------------- | ------------------------------------------- | ------------------------------------------- | ------------------------------------------- | ------------------------------------------- | ------------------------------------------- | ------------------------------------------- |
| 1801                                        | 1849                                        | 1900                                        | 1930                                        | 1960                                        | 1981                                        | 1991                                        | 2001                                        | 2011                                        |                                             |
| 2326                                        | 7102                                        | 9915                                        | 13.869                                      | 17.478                                      | 19.305                                      | 18.272                                      | 20.751                                      | 20.496                                      |                                             |

### Städtepartnerschaften
- Frankreich: Contrexéville (seit 1988)
- Frankreich: Courcoury (seit 1991)
- Frankreich: Millau (seit 2010)[10]

## Verkehr
Die Stadt ist durch die Bahnverbindung Linha do Norte, sowie der Autobahn A1 mit Porto und Lissabon verbunden.

## Söhne und Töchter der Stadt
- Francisco Augusto da Silva Rocha (1864–1957), Architekt des Jugendstils, insbesondere in Aveiro
- Fernando Semedo (1954–1994), Journalist und Autor
- Barroca (* 1986), Fußballspieler